# チャンドラグプタ (マウリヤ朝)
チャンドラグプタ（サンスクリット語: चन्द्रगुप्त मौर्य, ラテン文字転写: Chandragupta maurya、漢：旃陀羅堀(掘)多、月護王、紀元前340年頃 - 紀元前298年頃）は、古代インドのマガダ国に栄えたマウリヤ朝の初代ラージャ（在位：紀元前317年頃 - 紀元前298年頃）。ギリシア人の史料にはサンドロキュプトス（古代ギリシャ語: Σανδρόκυπτος, ラテン文字転写: Sandrókyptos）またはサンドロコットス（英語: Sandrokottos）として記録されている。

## 来歴
チャンドラグプタの出自については明らかではない。バラモン教系の文献ではシュードラ（インドのカーストの中で最下位）の出身であるとされ、仏教系の文献ではクシャトリア（バラモンに次ぐカースト）の出身であるとされている。
これはマウリヤ朝が仏教という、当時のインド世界においては非正統派に属した宗教を保護したために、バラモン教の高位者たちがその王を軽視したことによるといわれるが、正確な所は分からない。当時マガダ国では、ナンダ朝の急進的な政策のために身分秩序が乱れており、チャンドラグプタが台頭したのはそういった状況下においてであった。なお、プルタルコスは、チャンドラグプタが挙兵以前に、インド北西部を支配していたポロスらと戦っていたアレクサンドロス大王のもとに出向き、インド東部への道案内を申し出たという逸話を伝えているが、確証はない。

### マウリヤ朝の建国
紀元前4世紀末に北西インド地方で、ナンダ朝に反旗を翻して挙兵した。ナンダ朝の王ダナナンダはバッサダーラ（Bhadrasala）を派遣して鎮圧に向かわせたが、チャンドラグプタはこれを撃破し、首都パータリプトラを占領するとダナナンダを殺害してナンダ朝を滅ぼし、新たにマウリヤ朝を創建した。この挙兵には、思想家カウティリヤが深く関与したといわれている。

### セレウコス朝と対峙

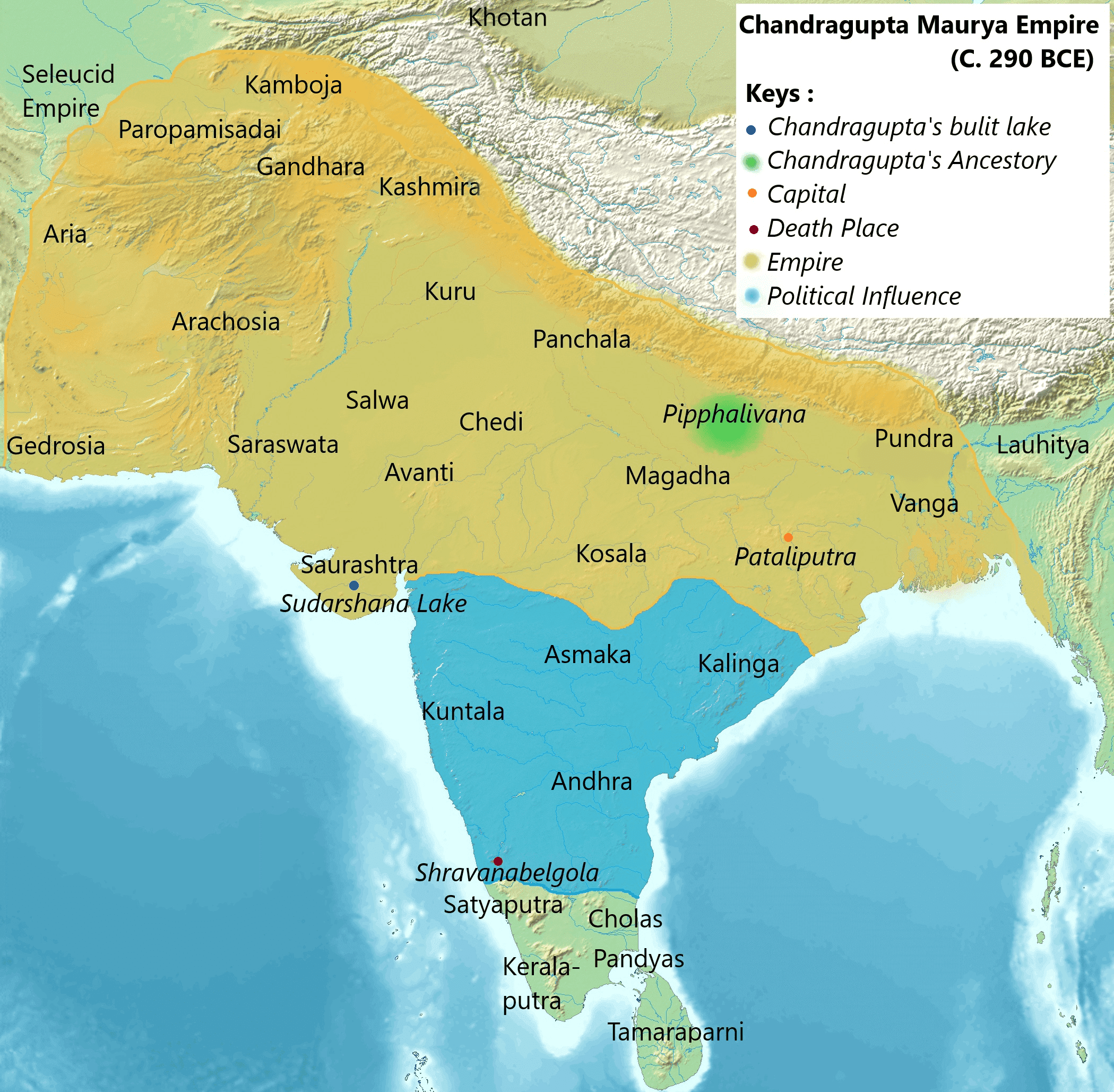
マウリヤ朝（紀元前290年頃）

紀元前317年から316年頃、アレクサンドロス大王がシンド（インド北西部）の太守に任命した北部太守代行エウダモス・タクシレスと南部太守ペイトンの軍勢をインド北西部から放逐した。紀元前305年頃、アレクサンドロスの遺将（ディアドコイ）の一人でセレウコス朝の創始者セレウコス1世がインダス川を越えて北西インドに侵入したが、チャンドラグプタは60万とも言われた軍事力を背景にセレウコス1世を圧倒し、優位な協定を結ぶことになった。チャンドラグプタはセレウコス1世との協定において、インダス川の向こう側にあるアリア、アラコシア、ゲドロシア、パロパミソスの4州を新たに獲得し、セレウコス1世の娘を息子ビンドゥサーラの妃に迎えた。引き換えとしてセレウコス1世に戦象500頭を与え、西方でディアドコイ戦争を戦っていた彼の戦力充実を援助した。
こうしてチャンドラグプタは、ガンジス川流域とインダス川流域、更に中央インドの一部を含む、インド史上空前の巨大帝国を形成した。
死後、息子のビンドゥサーラが王位を継いだ。

## ジャイナ教
ジャイナ教系の記録によれば、チャンドラグプタは晩年ジャイナ教を厚く信仰し、退位して出家し、ジャイナ教の聖人バドラバーフの弟子となり、出家後の名はプラバーカンドラとした。バドラバーフの下で苦行に打ち込んだチャンドラグプタは、最後は絶食して餓死したとされている。
この説話自体の史実性はともかく、チャンドラグプタが仏教系の文献でしばしば無視されることや、ジャイナ教系の文献における重要視、同時代の碑文などから、チャンドラグプタがジャイナ教を信仰していたことは事実であると言われている。
またジャイナ教の教えに則り、菜食主義を広めることに貢献したとされる。

## チャンドラグプタの統治
チャンドラグプタの支配は強権的であったといわれ、特に当時のギリシア人の史料は、チャンドラグプタは王位を得ると彼が異国人から解放した人々を自身の奴隷にしたと記録している。チャンドラグプタの宮殿は尚武の気風で満ちており、側近中の側近であったカウティリヤが後世、「インドのマキャヴェリ」と呼ばれるほどの冷徹な思想家であったことと合わせて、チャンドラグプタが当時恐ろしいラージャとして見られていた可能性は高い。
暗殺を恐れて毎晩寝所を変えていた、という逸話がメガステネスによって残されている。